# Naaja H. Nathanielsen

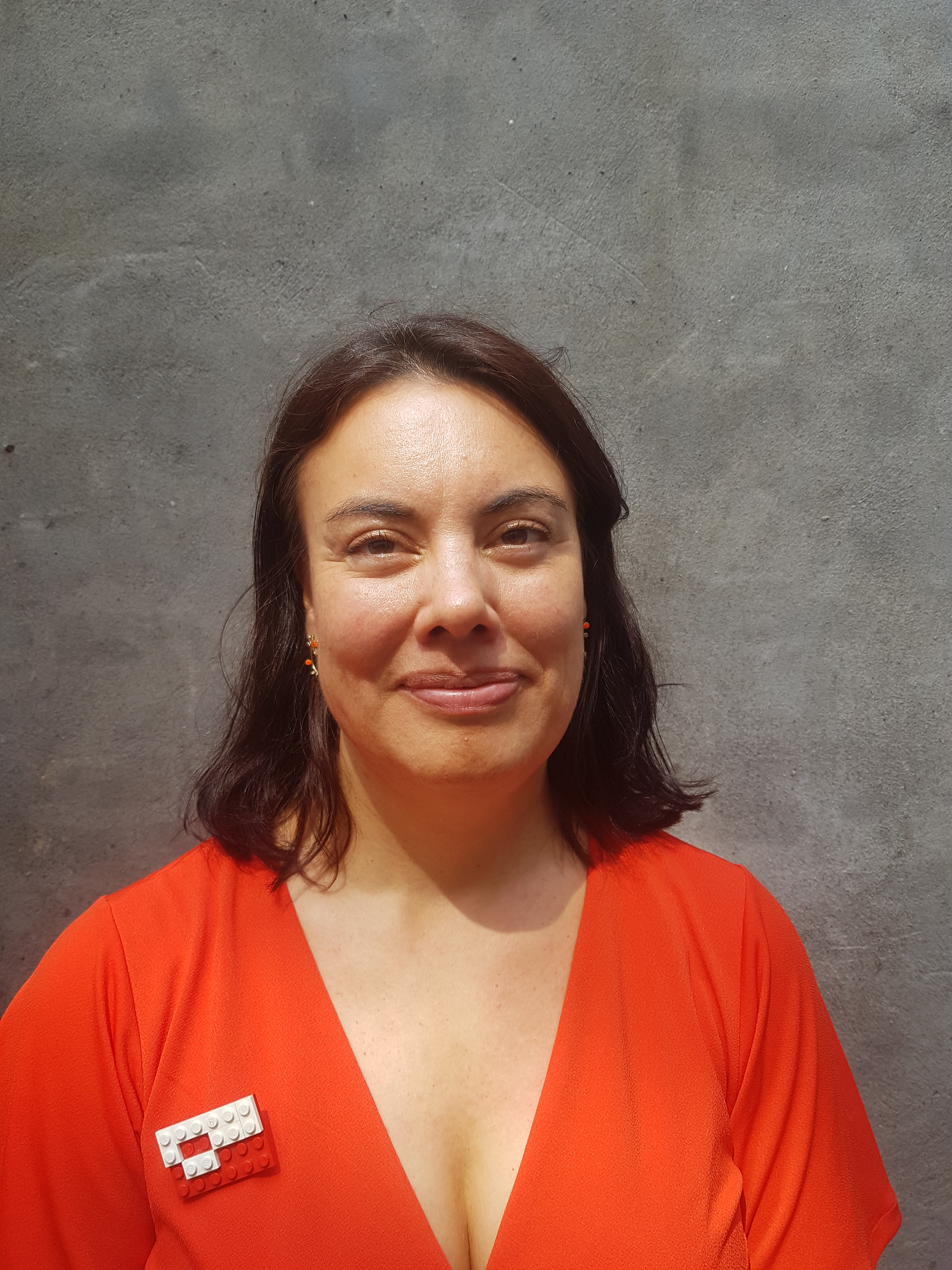
Naaja H. Nathanielsen (2023)

Naaja Hjelholt Nathanielsen (* 6. Dezember 1975 in Tasiilaq) ist eine grönländische Politikerin (Inuit Ataqatigiit) und Psychologin.

## Leben
Naaja H. Nathanielsen ist die Tochter des Hochschullehrers Niels Nikolaj Nathanielsen († 2008) und der Hauswirtschafterin Birgitte Hjelholt. Mit ihrem Partner Pilo Samuelsen hat sie zwei Kinder und zwei Stiefkinder.
Naaja H. Nathanielsen schloss 2001 ein Psychologiestudium an der Universität Kopenhagen ab. Von 2001 bis 2002 arbeitete sie als pädagogisch-psychologische Beraterin auf Bornholm und anschließend ein Jahr lang als Kinder- und Jugendberaterin in Jyllinge. 2005 schloss sie eine Fortbildung in Aarhus ab. Von 2003 bis 2007 war sie Fachchefin bei der Kommuneqarfik Sermersooq und anschließend ein Jahr lang Lehrerin und Beraterin. 2009 war sie erneut kurzzeitig Fachchefin.
Sie begann ihre politische Karriere, als sie bei der Parlamentswahl 2009 kandidierte und für die Inuit Ataqatigiit einen Platz im Inatsisartut erhielt. Sowohl 2013 als auch 2014 wurde sie jeweils wiedergewählt. Im März 2016 trat sie aus ihrer Partei aus und saß fortan parteilos in Grönlands Parlament.
Im Juni 2016 verließ sie Parlament und Politik und wurde Direktorin der Kriminalforsorgen i Grønland, dem grönländischen Direktorat für Kriminalitätsvorsorge, -bekämpfung und Strafvollzug.
Bei der Parlamentswahl 2021 unternahm sie ein Comeback und wurde erneut für die Inuit Ataqatigiit ins Inatsisartut gewählt. Anschließend wurde sie zur Ministerin für Wohnungswesen, Infrastruktur, Rohstoffe und Gleichberechtigung im Kabinett Egede I ernannt. Am 18. Juni 2021 übernahm sie vorübergehend das Justizressort von Eqaluk Høegh, bevor sie am 6. August fest Justizministerin wurde. Am 23. November 2021 gab sie Ressorts Wohnungswesen und Infrastruktur an Mariane Paviasen ab, erhielt dafür aber das Finanzressort von Asii Chemnitz Narup. Am 6. April 2022 erhielt sie das Ministerium für Finanzen und Gleichberechtigung im Kabinett Egede II. Am 5. Juni 2023 übernahm sie die Ressorts Rohstoffe und Justiz von Aqqaluaq B. Egede. Am 25. September 2023 gab sie das Finanzministerium an Erik Jensen ab und erhielt stattdessen die Ressorts Erwerb und Handel von Vivian Motzfeldt.
Bei der Parlamentswahl 2025 wurde sie mit den zweitmeisten Stimmen ihrer Partei nach Regierungschef Múte B. Egede wiedergewählt. Nach der Wahl wurde sie erneut zur Ministerin für Erwerb, Handel, Rohstoffe, Justiz und Gleichberechtigung im Kabinett Nielsen ernannt.